# Fiesta Mayor de Canovelles
La Fiesta Mayor de Canovelles se celebra la última semana de julio, y reúne gente proveniente de todo el Vallés Oriental. Se divide de manera simbólica en dos bandos; los Cans y las Ovelles.

## Historia de los"Cans"y las"Ovelles"

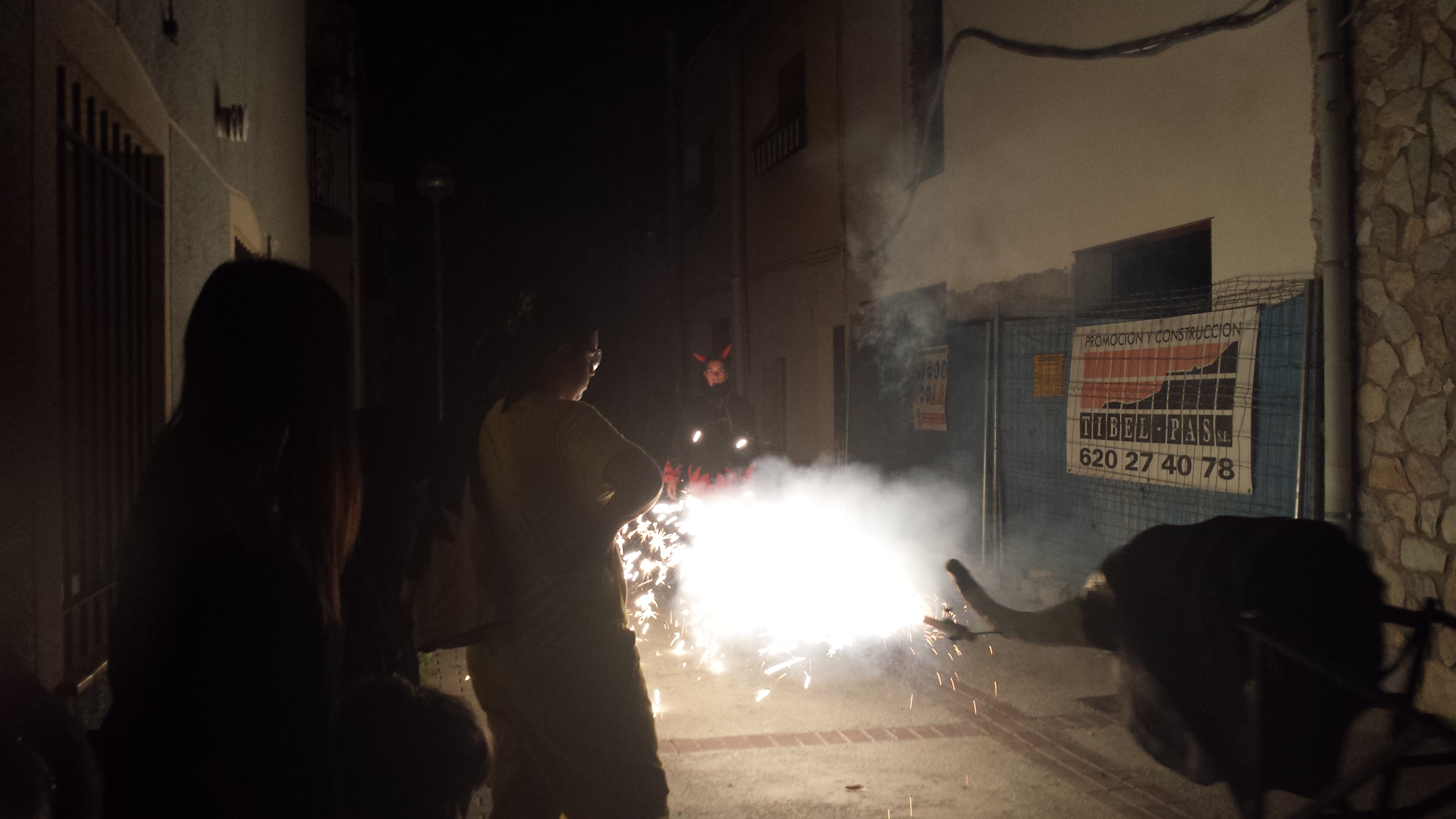
Correbou

La fiesta mejoró desde el año 1999, cuando todas las entidades del pueblo se reunieron, con la finalidad de que todos pudieran tener el mayor protagonismo posible en las fiestas del pueblo. Se creó un nuevo modelo de fiesta, siguiendo los pasos de Granollers, creando dos bandos. Lo que se deseaba no era crear una competición con el pueblo de Granollers, sino la participación, el disfrute y el buen ambiente entre todas las personas del pueblo. Por ese motivo, nadie está obligado a formar parte siempre del mismo bando, sino que se puede ir cambiando y sobre todo, participar en buena compañía.
No fue necesario pensar en el nombre de cada bando, puesto que el nombre de Canovelles proviene de casas noveles, casas nuevas. Pero lo que realmente dio motivo al juego al que todavía jugamos hoy en día ("Cans" azules y "Ovelles" amarillas), fue el perro representado en el escudo del pueblo y los colores del mismo, que son el azul y el amarillo. 
También dio juego la creación de entidades y grupos colaboradores con la fiesta, y que hoy día son parte del tejido asociativo del pueblo de Canovelles. Algunas de estas organizaciones son:
- Oves'kan.
- MarxaCans.
- Algunas que han decidido no continuar, como por ejemplo, el grupo "L'Ovella Negra".

En el año 2000 se creó la historia de los "Cans" y de las "Ovelles", a partir de unos cabezudos y un baile o danza específica. Esta historia es inventada, ya que su única finalidad es añadirle un toque más de diversión y juego a la fiesta. La historia se creó para jugar y disfrutar de las fiestas.

## Actualidad
Canovelles, Ciudad de las Estrellas es el tema de la Fiesta Mayor de 2017, una fiesta con muchísimas propuestas diferentes de las cuales, algunas tienen como idea central los musicales, el cine y los espectáculos.
Entre todas las actividades previas de la fiesta, destacan las siguientes:
- La gincana infantil: "Ven y prepárate para ser un buen actor".
- La presentación de la Fiesta Mayor en el Auditorio de Can Carrencà.
- El concurso de tortillas de patata, el cual propone a sus participantes a ir disfrazados siguiendo la temática de la fiesta de este año.
- La Rua de Carnaval de Verano.

Las actividades de la Fiesta Mayor darán comienzo los días 14 y 15 de julio con el torneo de "La butifarra amiga y solidaria". Este torneo, tendrá lugar los días 14 y 15 en el campo de fútbol municipal de Canovelles.

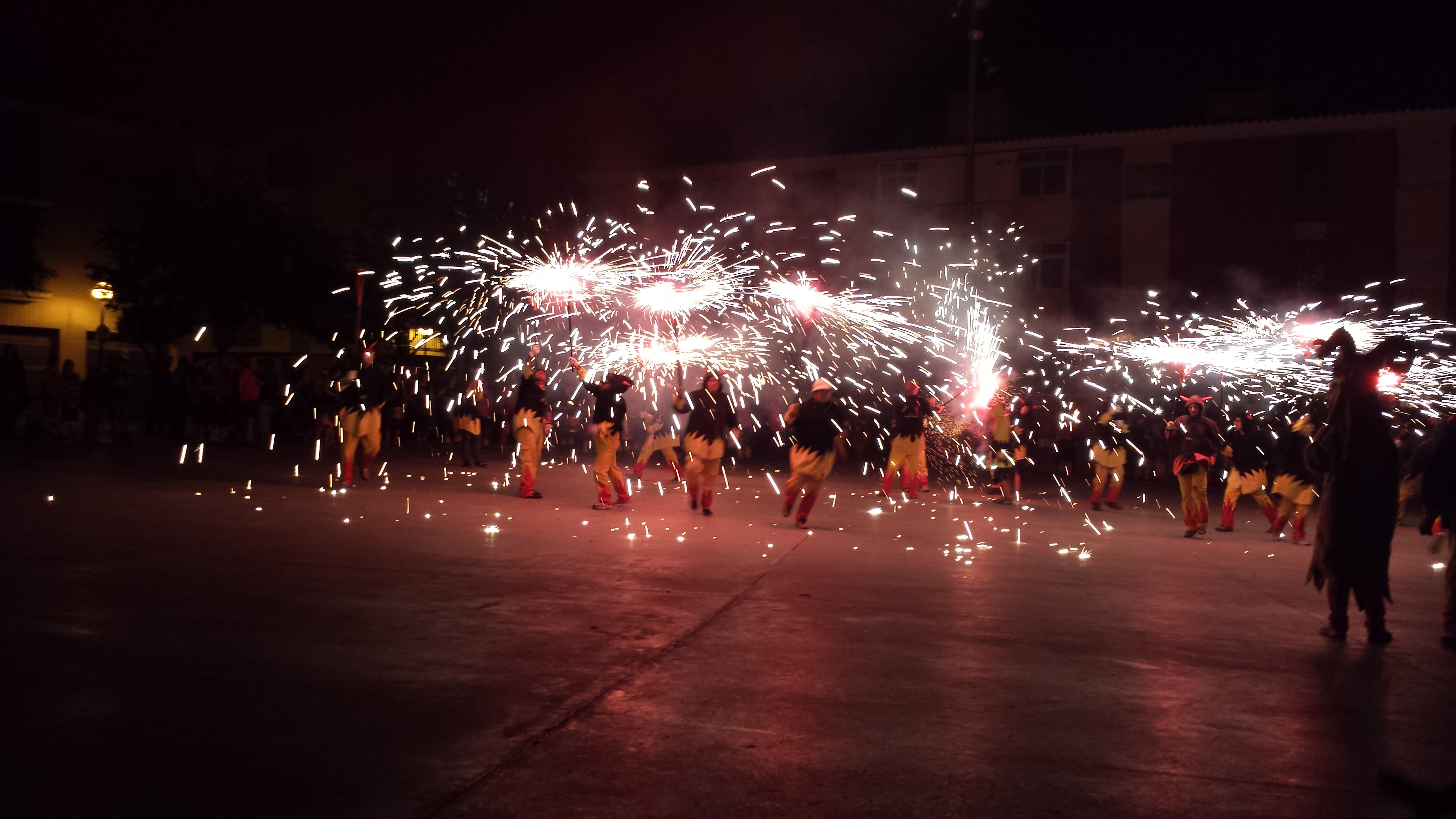
Correfocs

### Fiesta de presentación

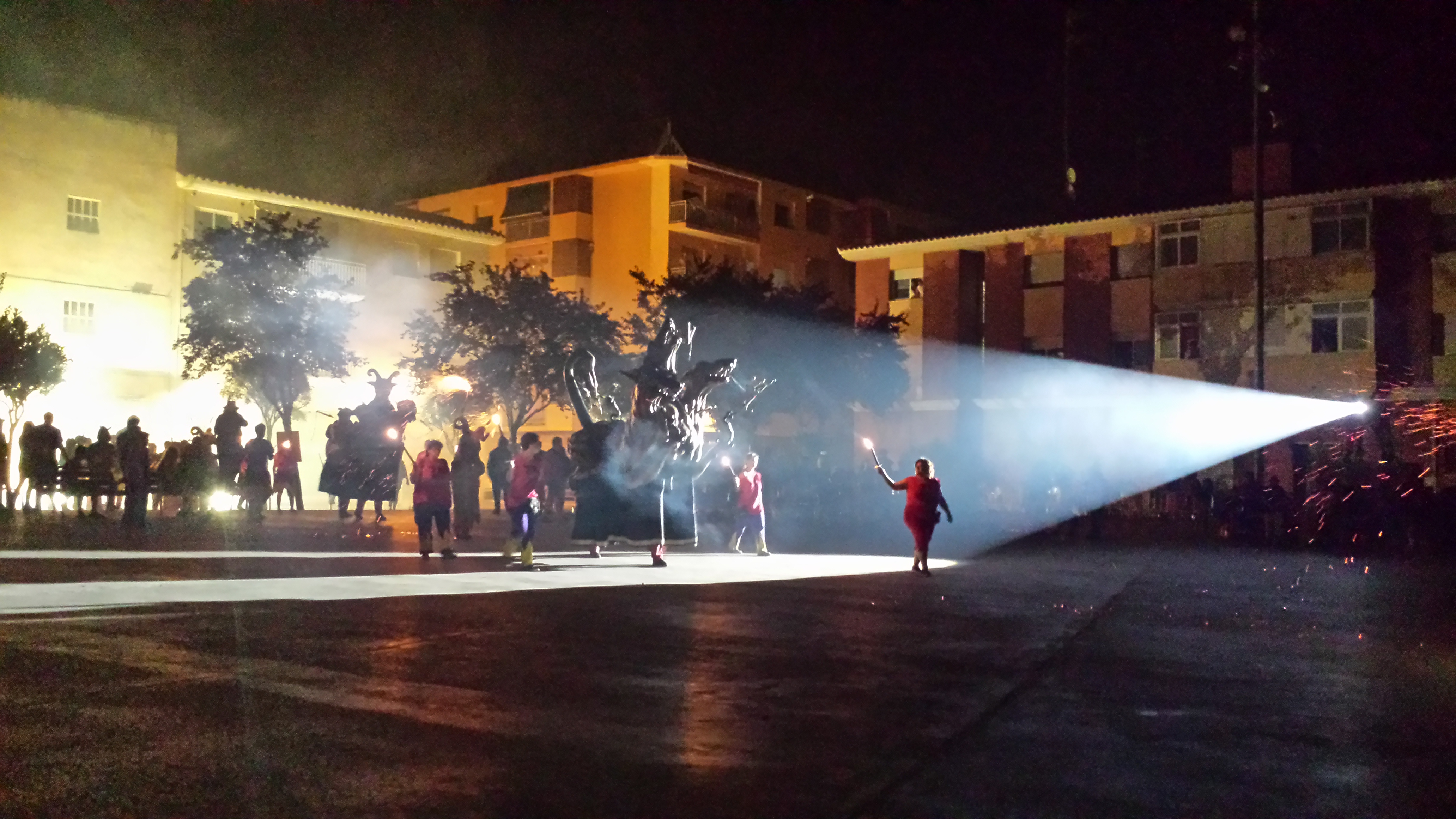
Dragón de fuego de los Diablos de Canovelles

El día 15 de julio comenzó la actividad del CEM Thalassa, organizadores de actividades en el campo de tútbol municipal como:
- Zumba
- Sh'bam
- BodyCombat

Por la tarde, los más pequeños (6 a 12 años) participaron de la gincana infantil, juegos, pruebas y otras actividades. Finalmente, dio lugar la presentación de la Fiesta Mayor 2017 en el Auditorio de Can Carrencà. Este año, un grupo de jóvenes de nueva creación llamado "Las Intoxicadas" fueron los encargados de presentar todas las actividades de fiestas. Una vez finalizada la presentación, hubo un pase de vídeo con los mejores momentos de la Fiesta Mayor del año pasado, la "L¡Engreska't a la fresca" y la actuación de PD Ratman y PD Putxi.
El día 17, comenzaron las "Noches de Cine en la calle" con la reproducción de la película "La leyenda de Tarzán" de David Yates en la Plaza de las Culturas. El día 18 la primera actividad deportiva fue el Street Handball organizado por el Club Handbòl Canovelles. Dicha actividad fue en la pista exterior y en el párking del pabellón Tagamanent. Por la noche, se realizó la segunda Noche de Cine con la reproducción de la película La la Land, ciudad de las estrellas de Damien Chazelle, la cual da nombre a la Fiesta Mayor de este año.
El día 19 de julio, los niños y jóvenes del Casal Deportivo de Verano celebraron el cierre de las actividades de este año con una fiesta en el campo de fútbol municipal, y al atardecer las actividades de:
- "Jamón, jamón y tómbola musical"
- Cena popular de pan con tomate y jamón.

El día 20 por la mañana se celebró el campeonato de petanca del Casal de Gente Mayor, en las pistas de petanca de la Plaza de la Juventud, y por la tarde, tendrán lugar actividades como el Concurso de Bocadillos Creativos, organizado por el "Centre Obert Casa Nostre" y el "Servei d'Infància" y el Concurso de Tortillas de Patata. Todo esto, tendrá lugar en la Plaza de la Juventud. Después de ambos concursos, se celebró el primero de los espectáculos de fuego: el tradicional "Correbou de Foc" (también conocido como los San Fermínes de Canovelles), donde todos los participantes en esta actividad, mostrarán su devoción por San Vicioso, el patrón del encierro. Al finalizar, dio comienzo el "Burricornio". Después se realizó la "Rua de Carnaval de Verano" y la "Gala de los Juankars" en la Plaza de la Paz de Canovelles. Al finalizar la Rua, se produjo la actuación de PD The MediaPlayers.